# Olympique Alès
Olympique Alès là một câu lạc bộ bóng đá Pháp được thành lập vào năm 1923, có trụ sở tại xã Alès. Câu lạc bộ trong quá khứ đã chơi sáu mùa ở Ligue 1.

## Danh hiệu
- Nhà vô địch Pháp D2: 1957
- Nhà vô địch của Pháp D2-Sud, tiền thân của Ligue 2: 1934
- Phó vô địch Pháp D2: 1947
- Bán kết tại Coupe de France: 1987 (bị loại bởi Girondins de Bordeaux 0-0, 2-2)

## Huấn luyện viên
- 2008-: Olivier Dalloglio